# Jimexlatino
JimexLatino（ジメックス ラティーノ）は、日本の競技ダンサー、パフォーマンスアーティスト、ヘブンアーティスト。

## 概略
- JimexLatino（ジメックス ラティーノ）は、男性のJime（ジメ）と女性のBuri（ぶり）によるソシアルラテンダンスのユニット（カップル）[1]。
- 以前は「治面地良和・涼子組」として競技ダンス（ダンススポーツ）ダンススポーツの競技会に出場していた。元全日本ラテンチャンピオン[2]。
- Jimeが岐阜県出身で武蔵野美術大学在籍中に競技ダンスを始め、Buriが東京都出身で一橋大学在籍中に競技ダンスを始めた。二人は大学卒業後2000年にカップルを結成[2]。
- 2004年に WDSFアジア選手権４位[3] [2]入賞、同年WDSFアジア太平洋選手権６位[4] [2]入賞。
- 2005年JBDFアマチュア全日本選抜選手権で全種目1位を獲得し全日本チャンピオンに[2]。同年JDSFダンススポーツグランプリ（静岡）優勝。また東アジア競技大会に日本代表として出場しチャチャチャの部で銅メダルを獲得、5種目総合で5位入賞[5]。
- 2008年現役選手を引退後、日本ダンススポーツ連盟（JDSF）の全日本強化コーチとして後進の指導をする傍ら、2011年よりJimexLatinoとしてのパフォーマンス活動を開始[2]。2012年東京都ヘブンアーティストに合格[6]し、ダンスフロア以外に路上での活動も行う。
- 2017年からは、Jimeが日本代表コーチとしてTBS『中居正広の金曜日のスマイルたちへ』（金スマ）の社交ダンス企画に出演をしている。

## JimexLatinoとしての主な活動
- 2011年
  - 「HIBI★Chazz-K ニューアルバム『極楽★茶』発売記念ライブ」ゲスト出演[7] [8] [9] [10]
  - 三茶de大道芸「三茶deバラエティ『フィリップマーロウの出来事』」に出演[11] [10]
- 2012年
  - 東京都ヘブンアーティストに合格[6]
  - 武蔵野美術大学芸術祭「MAU Dance Festival 2012」に出演[10]
- 2013年
  - 東京都「ヘブンアーティスト IN 渋谷」に出演[12] [10]
  - 「高円寺びっくり大道芸2013」に出演[13] [10]
  - 「ひたち国際大道芸2013」に出演[14] [15] [10]
  - 林家たい平独演会Vol.57「天下たい平」にゲスト出演[16] [10]
  - 「まつもと街なか大道芸3rd」に出演[10]
  - 「集まれ！池袋みんなの大道芸2013」に出演[17] [10]
  - 「三茶de大道芸2013」に出演[18] [19] [10]
  - 「創エネ・あかりパーク2013」に出演[10]
  - 「あつぎ国際大道芸2013」に出演[20] [10]
- 2014年
  - 「第11回さいたま新都心大道芸フェスティバル」に出演[21] [10]
  - 「ヘブンアーティストTOKYO 2014」に出演[22] [10]
- 2015年
  - 「ヘブンアーティストTOKYO 2015」に出演[23] [10]
- 2016年
  - 「ヘブンアーティストTOKYO 2016」に出演[24] [25]
- 2017年
  - 「第14回さいたま新都心大道芸フェスティバル」に出演[26] [27]
  - 「ヘブンアーティストTOKYO 2017」に出演[28] [25]
- 2018年
  - 「ヘブンアーティストTOKYO 2018」に出演[29] [30]
- 2019年
  - 「第16回さいたま新都心大道芸フェスティバル」に出演[31] [30]
  - 「ヘブンアーティストIN銀座＆日比谷 2019」に出演[32] [30]
  - 「ヘブンアーティストTOKYO 2019」に出演[33] [30]
- 2022年
  - 「ヘブンアーティストTOKYO 2022」に出演[34] [35]

## ダンススポーツ競技選手時代（治面地良和・涼子組）の主な成績
- JDCイーストジャパンダンス選手権 優勝[2]
- JBDF東部日本ダンス選手権 優勝[2]
- JBDF全日本選抜選手権 優勝[2]
- JBDF全日本選手権 準優勝[2]
- JBDF全国国民ダンス大会 優勝[2]
- JDSFダンススポーツグランプリ 優勝[2]
- JDSF10ダンス選手権 ４位[2]
- WDSFアジア選手権 ４位[3] [2]
- WDSFアジア太平洋選手権 ６位[4] [2]
- ブラックプールダンスフェスティバル Amateur Latin Best99[36] [2]
- EAGA東アジア競技大会 5種目総合5位、チャチャチャ銅メダル[5] [2]

## JimexLatinoという名前の由来
JimexLatinoという名前で活動し始めたのは2011年からであり、それ以前は「治面地良和・涼子組」として活動していた。競技選手を引退後しばらくは「治面地良和・涼子組」としてデモンストレーション出演などの活動を続けていたが、2011年9月3日、親しかったストリートサックスアンサンブル『HIBI★Chazz-K』のニューアルバム『極楽★茶』発売記念ライブでのゲスト出演を機に、ダンスフロア以外の舞台ではJimexLatinoというユニット名で活動している。
JimexLatinoという名前の由来については、本人が公式サイトのBBSで「まあ発想は簡単で、「Jime（私の愛称）」×（かける）「Latino（ラテン人）」つないで「JimexLatino」。…という事なんです。」と書き込んでいる。なお、同書き込みで「Latino」を掛け合わせた理由について、本人達の師匠が行った舞台(ショー)が格好良く、その舞台の名前が「Hot Blood Latino（ホット ブラッド ラティーノ）」だったため、そこからインスパイアを受けたと説明している。また、大道芸プロデューサーである橋本隆雄に「お前ら2人なんだから、Latinoじゃなくて、Latinosなんじゃないか？」というツッコミを入れられたというエピソードも書き込んでいる。

## 大道芸フェスティバルにおけるコラボレーション
JimexLatinoは大道芸フェスティバルにおいて、他の大道芸人とコラボレーションをしている。
- セクシーDAVINCI、サクノキ、ブラックエレファンツとのコラボレーション－ひたち国際大道芸2013、三茶de大道芸2013[14] [15] [19] [10]
- ブラックエレファンツとのコラボレーション－集まれ！池袋みんなの大道芸2013、あつぎ国際大道芸2013、第11回さいたま新都心大道芸フェスティバル[20] [21] [10]
- HIBI★Chazz-Kとのコラボレーション－創エネ・あかりパーク2013[10]
- HIBI★Chazz-Kとのコラボレーション（飛び入り参加）－第14回さいたま新都心大道芸フェスティバル[27]

## 雑誌への執筆／書籍への協力
- モダン出版「ダンスビュウ」
  - 2009年2月号 - 2010年2月号 『JIMEのダンス雑記ノート』を連載（全13回）[2]
  - 2010年6月号 WDSF東京インターナショナルオープングランドスラム特集ページ『ラテン部門について』[2]
  - 2011年2月号『審判員をさせていただき思うこと』[2]
  - 2012年1月号 特集『イクメン男子座談会』[2]
  - 2012年11月号 特集『お洒落ダンサーの秋冬 着こなし術』[2]
  - 2014年2月号 トップ選手が今明かす『海外経験エピソード』[2]
  - 2018年10月号 「ダンススポーツを一般の方々へ広めるために…」[38]
  - 2019年3月号 特別寄稿「キンタロー。ロペス組を見守って」[38]
- 白夜書房「ダンスファン」
  - 2009年4月号『俺の生きる道』[2]
  - 2012年1月号『最近の活動について』[2]
- 講談社
  - 2018年2月16日発売『ボールルームへようこそ 公式ファンブック』に協力[38]
  - 2022年11月4日発売『ボールルームへようこそ 単行本12巻』のSpecial Thanksに名前が記載（インタビュー協力）[39]

## （TBS金スマ）キンタロー。ロペス組の担当コーチに
JimexLatinoのパフォーマンス活動ではないが、Jimeは日本ダンススポーツ連盟（JDSF）の全日本強化コーチとして日本代表選手など強化選手達を担当している。そんな中、TBS『中居正広の金曜日のスマイルたちへ』（金スマ）の社交ダンス企画で、キンタロー。と岸英明（通称：ロペス）がWDSF ラテンシニアI世界選手権2017日本代表選手になったことによりJDSFから強化選手に認定され、Jimeが彼らの担当をすることとなった。その模様が2017年2月24日に放映され、その中でJimeは「治面地良和コーチ」として「かつて全日本選手権で全種目一位という圧倒的な強さでチャンピオンとなった、知る人ぞ知る『ラテン界の帝王』」と紹介された。以降、金スマの社交ダンス企画では、毎回日本代表コーチとして登場している。
なお、キンタロー。と岸英明（ロペス）は2017年10月15日にマイアミで行われたシニアIラテン世界選手権大会に日本代表として出場。Jimeもコーチとして帯同し、中居正広や大竹しのぶらと共に彼らを応援した。結果、キンタロー。と岸英明（ロペス）は7位という好成績を収め、その模様が11月3日に放映され、話題となった。
2018年もキンタロー。と岸英明（ロペス）はシニアIラテンの強化選手として活動した為、Jimeもコーチを継続。10月5日の放映では髄膜炎により入院した模様などが報じられたがその後復帰し、2018年のシニアIラテン世界選手権大会（この年もマイアミでの開催）にも帯同。前年に引き続き中居正広やIMALUらと共に彼らを応援したが、残念ながらキンタロー。と岸英明（ロペス）はあと一歩決勝へ届かなかった。
2019年〜2020年、岸英明（ロペス）のパートナーが村主章枝となった際にも、金スマの社交ダンス企画で全日本強化コーチとして出演し、コメントや解説などを述べた。
2021年から金スマが浅田舞と進藤学の挑戦を追うようになってからも、番組内において競技会の解説を務めている。